# Olympe de Gouges
Pour les articles homonymes, voir Gouges et Gouze.
Olympe de Gouges, de son nom de naissance Marie Gouze, née le 7 mai 1748 à Montauban et morte guillotinée le 3 novembre 1793 à Paris, est une femme de lettres, dramaturge et femme politique française. Rédactrice en 1791 de la Déclaration des droits de la femme et de la citoyenne, elle a laissé de nombreux écrits et pamphlets en faveur des droits civils et politiques des femmes et de l'abolition de l'esclavage des Noirs dans les colonies. Elle est considérée comme l'une des pionnières françaises du féminisme, et est souvent prise pour emblème par les mouvements pour la libération des femmes.
Née dans le Sud-Ouest de la France, Olympe de Gouges commence sa carrière de dramaturge à Paris dans les années 1780. Défenseuse des droits de l'homme, elle est l'une des premières figures publiques à s'opposer à l'esclavage en France. Ses pièces de théâtre et ses pamphlets couvrent un large éventail de sujets, notamment le divorce et le mariage, les droits de l'enfant, le chômage et la sécurité sociale. Elle accueille favorablement le déclenchement de la Révolution française, mais s'estime déçue lorsque l'égalité des droits n'est pas accordée aux femmes. En 1791, en réponse à la Déclaration des droits de l'homme et du citoyen de 1789, elle publie sa propre Déclaration des droits de la femme et de la citoyenne, dans laquelle elle remet en question la pratique de l'autorité masculine et plaide en faveur de l'égalité des droits pour les femmes.
De Gouges était associée aux Girondins modérés et s'opposait à l'exécution de Louis XVI. Ses écrits de plus en plus véhéments, qui attaquaient les Montagnards radicaux de Maximilien de Robespierre et le gouvernement révolutionnaire sous la Terreur, ont conduit à son arrestation et à son exécution par la guillotine en 1793.

## Biographie

### Premières années à Montauban
Née le 7 mai 1748 à Montauban et baptisée le lendemain en l'église Saint-Jacques de Montauban, Marie Gouze,, a été déclarée fille de Pierre Gouze, maître boucher et bourgeois de Montauban– étant absent, il n'a pas signé le registre de baptême –, et d'Anne Olympe Mouisset, fille d'un avocat issu d'une famille de marchands drapiers, mariés en 1737.
Sa famille maternelle, la famille Mouisset, est très liée aux Lefranc de Pompignan, une famille de la noblesse de robe de Montauban. Le grand-père maternel d'Olympe, Jacques Mouisset, a été le précepteur de Jean-Jacques Lefranc de Pompignan ; sa grand-mère maternelle Anne Marty a été la nourrice de Jean-Georges Lefranc de Pompignan, son frère et futur évêque du Puy-en-Velay. Jean-Jacques Lefranc de Pompignan est le parrain d'Anne Olympe Mouisset, baptisée le 11 février 1714.
Anne Olympe Mouisset et Jean-Jacques Lefranc de Pompignan, de cinq ans son aîné, grandissent ensemble et nouent des liens affectifs qui contraignent leurs parents à mettre de la distance entre eux, une alliance entre une famille bourgeoise et une famille de la noblesse étant inconcevable ; lui est envoyé à Paris, et elle est mariée à Pierre Gouze. Jean-Jacques Lefranc de Pompignan revient en 1747 à Montauban comme président de la Cour des Aides ; il est peut-être alors l'amant d'Anne Olympe Gouze, qui donne naissance à Marie l'année suivante. Selon le député Jean-Baptiste Poncet-Delpech et d'autres, « tout Montauban » sait que Lefranc de Pompignan est le père adultérin de la future Marie-Olympe de Gouges.
En 1765, à l'âge de dix-sept ans, Marie Gouze est mariée par ses parents à Louis-Yves Aubry, à qui la légende a donné trente ans de plus qu'elle, mais qui était jeune selon ses biographes les plus sérieux. Son mari, fils d'un bourgeois de Paris, est cuisinier et officier de bouche de l'intendant de Montauban. Le mariage religieux est célébré le 24 octobre 1765, en l'église Saint-Jean-Baptiste de Villenouvelle de Montauban,.
En août 1766, la jeune femme donne naissance à son fils Pierre Aubry.
Son mari, qu'elle déclara plus tard ne pas avoir aimé, ayant au contraire éprouvé de la répugnance pour un homme « qui n'était ni riche ni bien né », mourut à une date incertaine : en 1766 dans une crue du Tarn selon Olympe de Gouges, mais peut-être plus tard vers 1770-1771, alors qu'elle s'est enfuie du domicile conjugal pour venir à Paris. Elle écrira : « Forcée de fuir un époux qui m'était odieux, je m'enfuis à Paris avec mon fils ».
Au début des années 1770, avec son fils, elle rejoint sa sœur aînée à Paris et prend le nom d'Olympe de Gouges ; « elle a désormais une nouvelle personnalité »,.

### Premières années à Paris: une vie de courtisane
La recherche historique n'a pas déterminé avec quelles ressources elle arriva dans la capitale et la plus grande obscurité règne sur ses premières années à Paris. Selon la correspondance de Grimm, « son joli visage était son unique patrimoine ».
Son contemporain Jean-Baptiste Poncet-Delpech, aussi originaire de Montauban et qui la connut à Paris, la dit « devenue fille entretenue par des négociants, des grands seigneurs, des ministres, des princes, etc. ».
Elle mène alors une vie libre et entretient plusieurs liaisons (elle qualifiait le mariage religieux de « tombeau de la confiance et de l'amour »), particulièrement avec Jacques Biétrix de Rozières, un entrepreneur de transports militaires, avec qui elle entretiendra une longue liaison et qui en dix ans lui donnera 70 000 francs devant notaire.
Il n'est pas douteux qu'elle eut des amants et des protecteurs, mais « il est certain que ce ne fut point une courtisane âpre au gain ». Menant une vie luxueuse et galante de manière assez ostentatoire, elle acquiert une réputation de courtisane entretenue par les hommes, dans un contexte où la femme libre est assimilée à une prostituée.
Benoîte Groult écrit à son sujet : « Si le Petit Dictionnaire des Grands Hommes a évoqué sa notoriété de « femme galante », si Restif de La Bretonne l'a placée injustement dans sa « liste des prostituées de Paris », si son biographe Monselet lui a prêté des caprices de « Bacchante affolée », elle ne défraya jamais la chronique scandaleuse de son temps et sa célébrité réelle date plutôt de l'époque où elle fréquenta les littérateurs et les philosophes, espérant combler un peu les lacunes de son éducation. On l'acceptait volontiers courtisane, on trouvait incongrues « ses prétentions intellectuelles »».
Grâce au soutien financier de Jacques Biétrix de Rozières, elle peut mener un train de vie aisé, figurant dès 1774 dans l'Almanach de Paris ou annuaire des personnes de condition. Elle demeure rue des Fossoyeurs, aujourd'hui rue Servandoni, au no 18-22.

### Fréquentation des salons littéraires parisiens et rencontre avec le théâtre

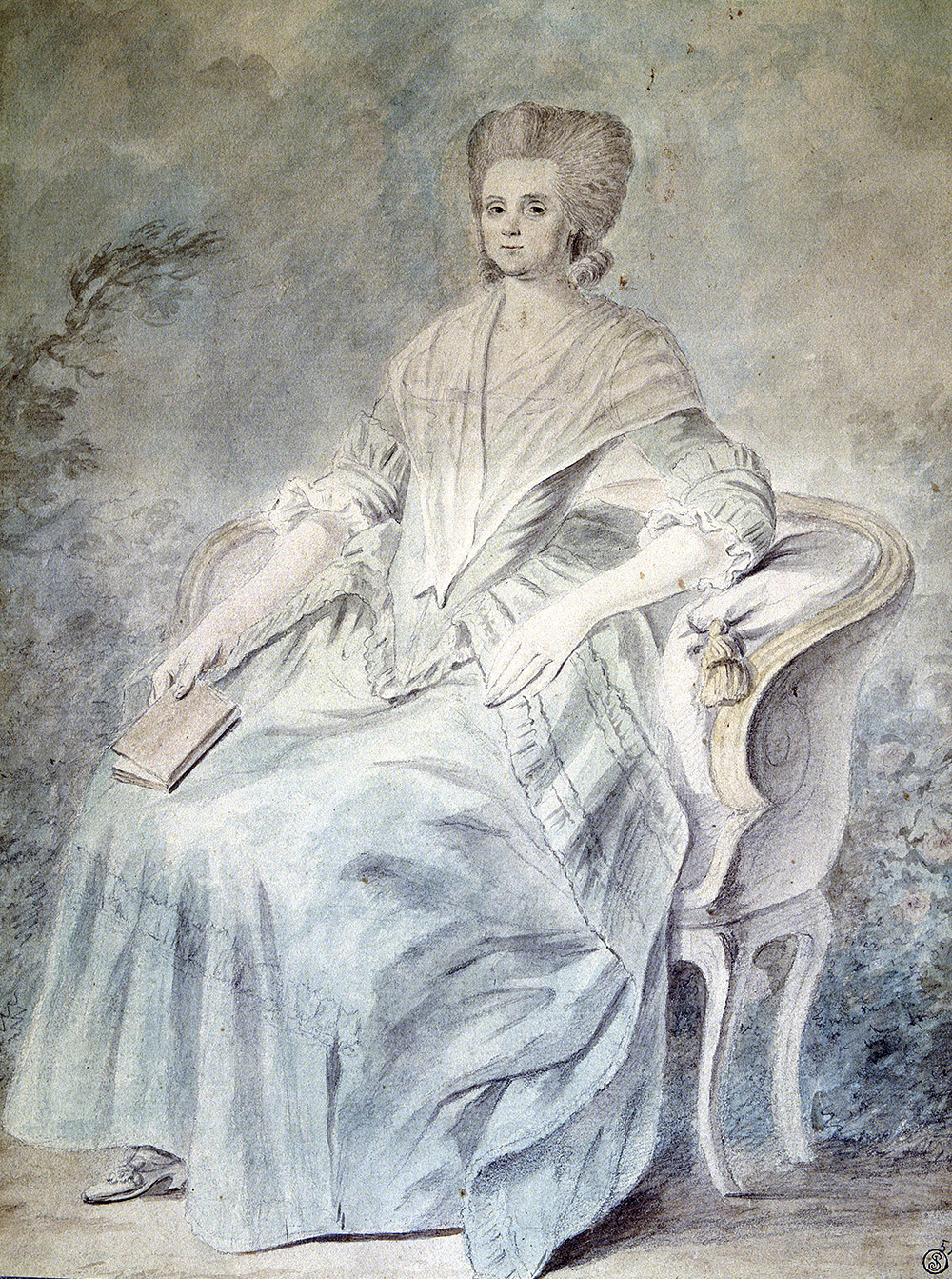
Anonyme, Olympe de Gouges. Mine de plomb et aquarelle, XVIIIe siècle. Musée du Louvre.

Elle se met à fréquenter les salons littéraires afin de diminuer les lacunes de son éducation limitée (elle écrit : « Je n'ai pas l'avantage d'être instruite »), où elle rencontre lettrés, artistes et hommes politiques.
Elle fréquente assidûment les salles de spectacle parisiennes, participe en tant qu’actrice à des représentations de théâtre de société et se lance dans la rédaction d’œuvres dramatiques, où elle met en scène ses idées et ses combats, mais aussi parfois son personnage. Sa vocation pour le théâtre fut peut-être pour Olympe de Gouges une façon d'affirmer sa filiation supposée avec le dramaturge Jean-Jacques Lefranc de Pompignan, mais sans doute aussi le résultat d’une « théâtromanie » d’époque.
Support privilégié des idées nouvelles, le théâtre demeure à cette époque sous le contrôle étroit du pouvoir. Olympe de Gouges monte sa propre troupe, avec décors et costumes. C'est un théâtre itinérant qui se produit à Paris et sa région. Le marquis de la Maisonfort raconte dans ses Mémoires comment, en 1787, il rachète le « petit théâtre » d'Olympe de Gouges, conservant d'ailleurs une partie de la troupe dont fait partie le jeune Pierre Aubry, son fils.
Vers 1782, à l'âge de 34 ans, elle écrit sa première pièce, Zamore et Mirza, un drame en prose en trois actes qui traite de l'esclavage des Noirs. Mais ce n'est qu'en décembre 1789 que la pièce est créée à la Comédie-Française, sous le titre L'esclavage des Nègres. La première représentation se déroule dans un chahut hostile sans doute organisé par les anti-abolitionnistes et les critiques se montrent sévères, pour des raisons tant morales que littéraires. On lui reproche l'abus du romanesque, la composition désordonnée du drame et la platitude du style. La pièce est retirée après seulement trois représentations (sous la pression des colons, d'après Olympe de Gouges). Elle est publiée en mars 1792.
En avril 1790, dans ses Adieux aux Français, elle annonce qu'elle vient d'écrire une seconde pièce abolitionniste, intitulée Le Marché des Noirs. Mais elle la propose sans succès en décembre de la même année. Le 22 juillet 1793, surlendemain de son arrestation, puis le jour même de sa condamnation à mort le 2 novembre, elle invoque sa pièce L'Esclavage des Nègres, pour preuve de son patriotisme et de son combat de toujours contre la tyrannie.

### Essais sur la question coloniale, le racisme et l'esclavage
En plus de ses deux pièces de théâtre antiesclavagistes, antiracistes et anticolonialistes, Olympe de Gouges publie en février 1788 des Réflexions sur les hommes nègres :

« L'espèce d'hommes nègres, écrivait-elle avant la Révolution, m'a toujours intéressée à son déplorable sort. Ceux que je pus interroger ne satisfirent jamais ma curiosité et mon raisonnement. Ils traitaient ces gens-là de brutes, d'êtres que le Ciel avait maudits ; mais en avançant en âge, je vis clairement que c'était la force et le préjugé qui les avaient condamnés à cet horrible esclavage, que la Nature n'y avait aucune part et que l'injuste et puissant intérêt des Blancs avait tout fait. »

Ce texte la met en contact avec la société des amis des Noirs, dont elle ne peut cependant être membre en raison de ses cotisations élevées et de son règlement intérieur exclusif. En janvier 1790, soit près de deux ans après la naissance de cette société, elle nie — en réponse aux imputations d'un colon — lui devoir ses idées :

« Ce n'est pas la cause des philosophes, des Amis des Noirs que j'entreprends de défendre mais la mienne propre, et vous voudrez bien me permettre de me servir des seules armes qui sont en mon pouvoir… Je puis donc vous attester, Monsieur, que les Amis des Noirs n'existaient pas quand j'ai conçu ce sujet, et vous deviez plutôt présumer, si la prévention ne vous eût pas aveuglé, que c'est peut-être d'après mon drame que cette société s'est formée, ou que j'ai eu l'heureux mérite de me rencontrer noblement avec elle. »

Dans la brochure, elle nie connaître « M. de La Fayette », « ce héros magnanime », autrement que de « réputation ». En février 1788, Lafayette est pourtant un des membres fondateurs de cette société, et elle n'aurait évidemment pas manqué de le croiser. Si au début de l'année 1790, elle n'est pas membre de la société des amis des Noirs, il se peut qu'elle y soit entrée au deuxième semestre 1790 : Brissot affirme en 1793, dans ses mémoires, sans en dater le fait, qu'elle y est admise. Dans les archives de la Société, pour la tranche chronologique 19 février 1788-11 juin 1790, son nom est seulement mentionné deux fois, en janvier et avril 1790 ; et ce comme une abolitionniste extérieure à la Société. Cette adhésion relativement tardive coïnciderait avec l'écriture de sa seconde pièce de théâtre antiesclavagiste, le Marché des Noirs. Comme antiesclavagiste, elle est citée en 1808 par un ancien adhérent actif, l'abbé Grégoire, dans la « Liste des Hommes courageux qui ont plaidé la cause des malheureux Noirs » en préambule de De La littérature des Nègres. Les 69 personnes qui y figuraient n'avaient pas toutes appartenu à cette Association. Cette liste est une dédicace à toutes les personnalités françaises qui avaient mené le combat pour la cause des Noirs et des sang-mêlés. Une telle mention témoigne de l'importance du combat d'Olympe de Gouges sur les questions coloniales.De décembre 1789 à mars 1790 elle écrit deux lettres et un mémoire à propos du montage de sa pièce, Zamor et Mirza : "lettre de Mme de Gouges, auteur de l'esclavage des nègres au public" (Chronique de Paris, 19 décembre 1789) ; « lettre aux littérateurs français » (Le Courrier de Paris, le Fouet national 2 mars 1790), Mémoire pour Mme de Gouges contre les Comédiens-Français (mars 1790). Le 24 avril 1790, en proie provisoirement au découragement sur la révolution en général et la question de l'esclavage en particulier, elle annonce une mise en congé et écrit :

« Par ailleurs qu'ai-je dit aux colons ? Je les ai exhortés à traiter leurs esclaves avec plus de douceur et de générosité. Mais ils ne veulent pas perdre la plus légère partie de leurs revenus. Voilà le sujet de leurs craintes, de leur rage, de leur barbarie. »

On ne contestera pas la modération de ce texte. Mais il faut le remettre dans le contexte de son quasi-isolement et de l'échec du montage de Zamor et Mirza dont elle dut tenter, sans résultat, d'adoucir le ton face au maire de Paris, Bailly, très lié au club de l'hôtel de Massiac.
Pour la première fois à la mi-septembre 1791 dans le postambule de sa « déclaration des droits de la femme et de la citoyenne », en même temps qu'elle plaide le remplacement du mariage patriarcal et marital, par un « Contrat social de l'homme et de la femme », acceptant le principe du divorce, elle donne un avis sur l'infériorisation des mulâtres, propriétaires d'esclaves, par les Blancs :

« Il était bien nécessaire que je dise quelques mots sur les troubles que cause, dit-on, le décret en faveur des hommes de couleur, dans nos îles… Les Colons prétendent régner en despotes sur des hommes dont ils sont les pères et les frères ; et méconnoissant les droits de la nature, ils en poursuivent la source jusque dans la plus petite teinte de leur sang. Ces colons inhumains disent : notre sang circule dans leurs veines, mais nous le répandrons tout (sic), s'il le faut, pour assouvir notre cupidité, ou notre aveugle ambition,. »

Elle défend chaleureusement les droits des mulâtres, enfants naturels issus d'une relation sexuelle illégitime entre une esclave et un blanc. Elle invoque implicitement par solidarité avec eux sa propre naissance illégitime, et explicitement sa foi dans le droit naturel. À ce titre, elle approuve avec ses imperfections le décret amendé du 15 mai 1791, voté par tout le côté gauche antiségrégationniste – Robespierre excepté – de l'Assemblée constituante ; décret qu'elle estime « dicté par la prudence et par la justice »,. Elle stigmatise également, sans les nommer, Barnave, les Lameth, leurs complices à l'Assemblée nationale qui tentent de faire abroger le décret du 15 mai comme ils y réussiront finalement le 24 septembre 1791 :

« Il n'est pas difficile de deviner les instigateurs de ces fermentations incendiaires : il y en a dans le sein même de l'Assemblée nationale : ils allument en Europe le feu qui doit embraser l'Amérique. »

Pour autant elle refusa d'admettre en 1792 le droit au recours à la violence de la part des mulâtres et des esclaves de Saint-Domingue pour défendre leurs droits ; droit pourtant admis par un nombre ascendant de patriotes.

« C'est à vous, actuellement, esclaves, hommes de couleur, à qui je vais parler ; j'ai peut-être des droits incontestables pour blâmer votre férocité : cruels, en imitant les tyrans, vous les justifiez (…) Quelle cruauté, quelle inhumanité ! La plupart de vos maîtres étaient humains et bienfaisants et dans votre aveugle rage vous ne distinguez pas les victimes innocentes de vos persécuteurs. Les hommes n'étaient pas nés pour les fers et vous prouvez qu'ils sont nécessaires. Je ne me rétracte point j'abhorre vos tyrans, vos cruautés me font horreur. »

Ce texte lui valut par lettre le persiflage de Manuel, en avril 1792, adjoint du maire Pétion :

« … Mme de Gouges a voulu aussi concourir à la rédemption des Noirs ; elle pourra trouver des esclaves qui ne veulent pas de leur liberté. »

 Dans son roman Ingénue (1853), Alexandre Dumas traite dans le chapitre Le Club Social de la dénonciation de l'esclavage et donne un panorama du mouvement abolitionniste à la veille de la Révolution française (1788) ; il consacre un paragraphe à Olympe de Gouges, auteure de Zamore et Mirza.

### Révolution française

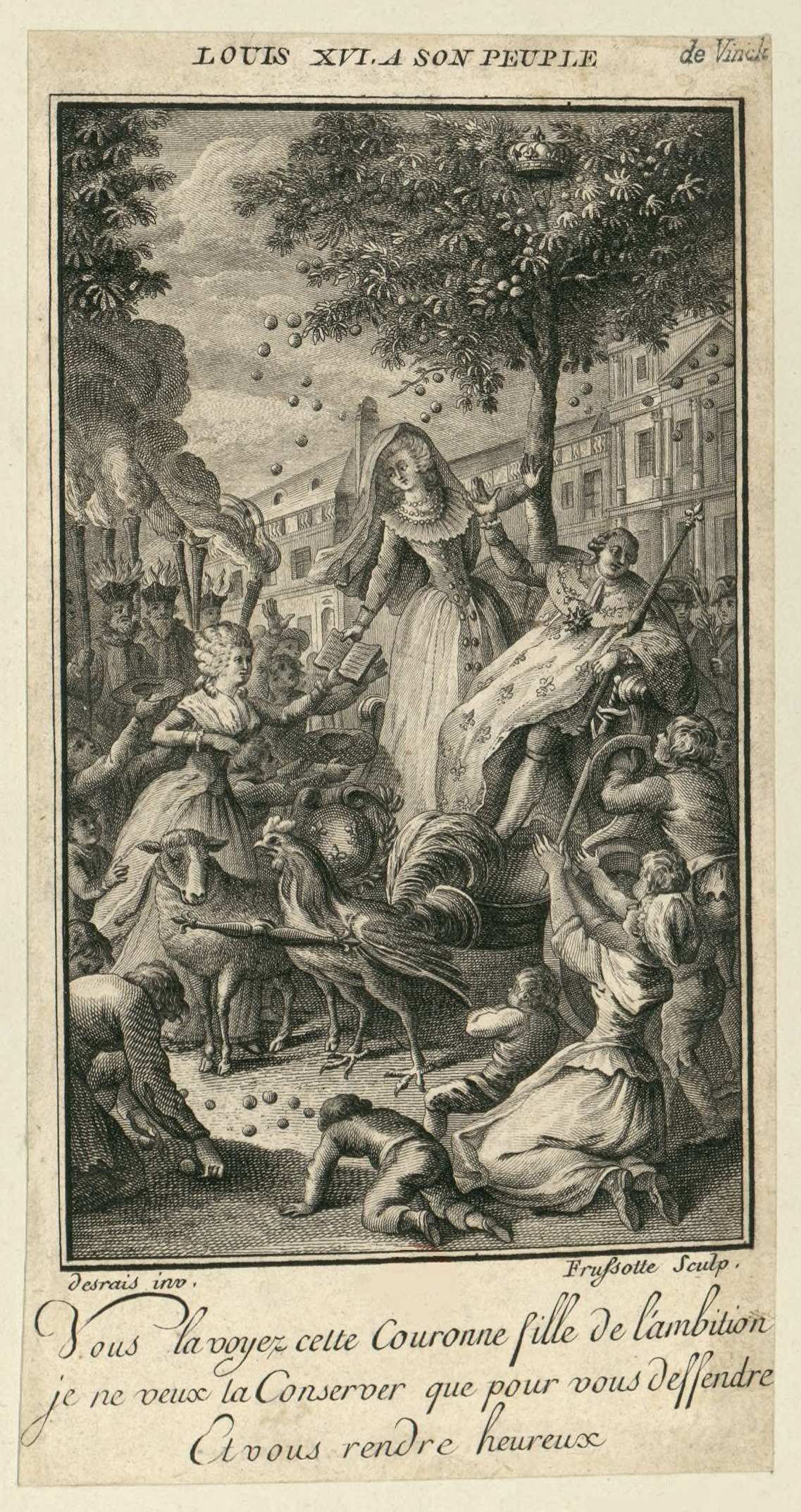
Frontispice de la brochure Remarques patriotiques... Cette allégorie figure Louis XVI en grand costume de sacre, assis sur un char tiré par un coq et un mouton, tandis qu'une jeune femme (vraisemblablement Olympe de Gouges elle-même) tend la brochure à Marie-Antoinette. Paris, BNF, 1789.

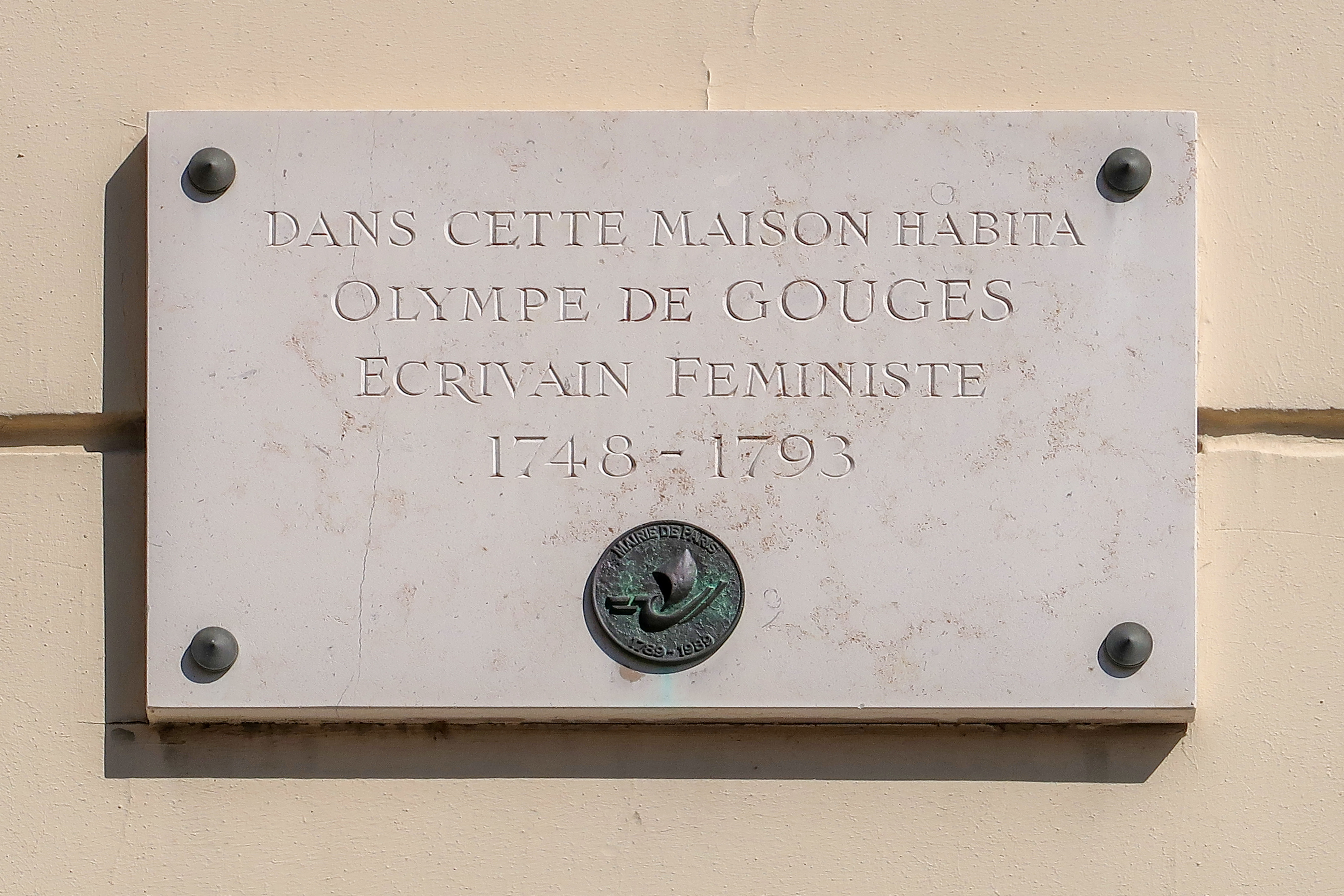
Plaque au 4 rue du Buis, où vécut Olympe de Gouges, posée pour le bicentenaire de la Révolution.

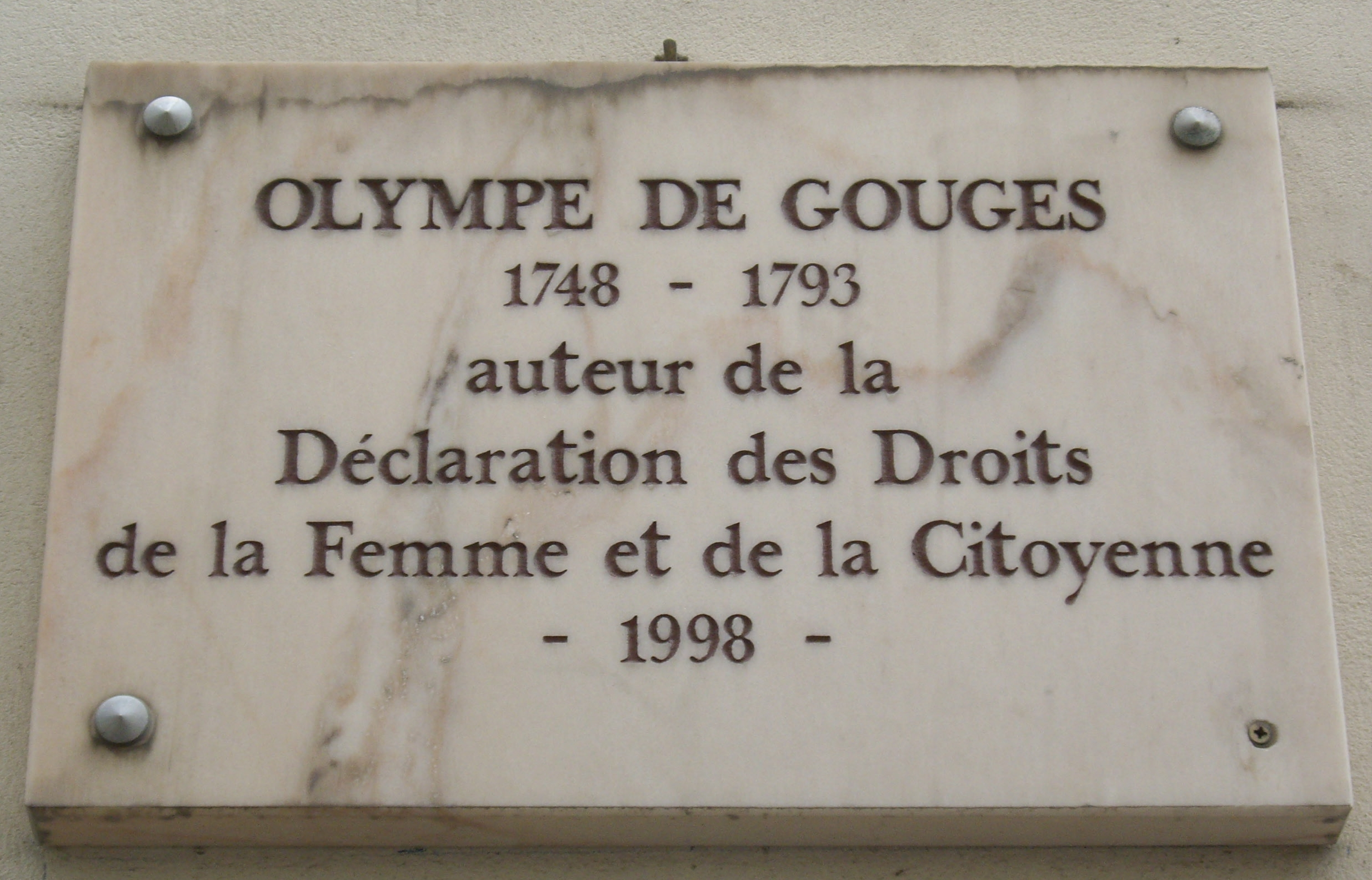
Plaque au 18 rue Servandoni, où vécut Olympe de Gouges.

En 1788, le Journal général de France publie deux brochures politiques d'Olympe de Gouges, dont son projet d'impôt patriotique développé dans sa Lettre au Peuple. Dans sa seconde brochure, les Remarques patriotiques, par l’auteur de la Lettre au Peuple, elle développe un vaste programme de réformes sociales et sociétales. Ces écrits sont suivis de nouvelles brochures qu’elle adresse épisodiquement aux représentants des trois premières législatures de la Révolution, aux Clubs patriotiques et à diverses personnalités dont Mirabeau, La Fayette et Necker qu'elle admire particulièrement.
Ses propositions sont proches de celles des hôtes d'Anne-Catherine Helvétius, qui tient un salon littéraire à Auteuil, et où l'on défend le principe d'une monarchie constitutionnelle. En 1790, elle s'installe elle-même à Auteuil, dans la rue du Buis, et y demeure jusqu'en 1793. Elle y est cette année-là arrêtée.
Fin août et début septembre 1791, dans Avis pressant au roi puis Repentir de Mme De Gouges, elle exprime ses réticences à l'égard d'une constitution qui accorde trop peu de pouvoirs au roi. Son approche est « monarchienne ». À ses yeux, l'égalité doit être stricte entre le pouvoir législatif et le roi des Français.
Point de vue qu'elle maintient en mars 1792 envers et contre l'avis de patriotes qu'elle respecte alors particulièrement :
« Les Robespierre, les Pétion, les Brissot, les abbé Fauchet, les Manuel, ces tribuns cependant plus solides dans leurs opinions que ces représentants du peuple qui se sont vendus bassement aux trames de la Cour, ne manqueront pas de crier à la royaliste. »

Avoir cité Maximilien Robespierre, dans ce groupe de tribuns qui ne se sont pas « vendus bassement aux trames de la Cour », fragilise l'image que certains historiens ont élaborée en elle d'une avocate, sous la Constituante, du suffrage censitaire ou du marc d'argent. C'étaient là deux concepts que Robespierre combattait résolument. Et en avril 1792, commentant la limitation du droit de vote et d'éligibilité aux citoyens riches et propriétaires, elle conteste la constitution de septembre 1791 du fait de son caractère censitaire et masculin qui, à ces deux titres, l'exclut du droit de vote : 

« Fuyez cette horde confuse, ce mélange effroyable de Feuillants, d'aristocrates, d'émissaires de Coblentz, des brigands de tout genre, de tout état, de toute espèce et qui ne fondent leur fortune que sur celle de citoyens propriétaires. »

À ses débuts dans le conflit opposant les Girondins aux Montagnards, elle s'engage pour les seconds contre les premiers : comme Robespierre et Marat, elle s'oppose à la guerre d'attaque plaidée par Brissot, Vergniaud (pourtant son ami), Guadet et Condorcet. Deux textes de mars et avril 1792 le prouvent :

« Où nous mèneront tous ces préparatifs de guerre, comment soutenir une campagne, comment ne pas redouter les effets de la plus petite attaque ? […] Aveugle furie, affreuse victoire. Que de chères, de précieuses victimes vont périr sous le glaive ennemi. »

Quelques jours avant la déclaration de guerre du 20 avril 1792, elle cite en ce sens Robespierre :

« … il faut convaincre, et rendre à chacun la liberté de délibérer sur le sort de son pays […] voilà ma motion, et je m'oppose, comme M. Robespierre, au projet de la guerre. »

En mars 1792, elle critique ironiquement Brissot :

« Je ne suis pas tout - à - fait l'ennemie des principes de M. Brissot, mais je les crois impraticables […] Il est aisé même au plus ignorant, de faire des révolutions sur quelques cartons de papier ; hélas l'expérience de tous les peuples & celles que font les Français, m'apprennent que les plus savants & les plus sages n'établissent pas leurs doctrines sans produire des maux de toutes espèces. »

Cependant, en octobre 1792, en raison de ses relations avec le marquis de Condorcet et son épouse née Sophie de Grouchy, elle rejoint, pour quelques mois, les Girondins. Elle fréquentait les Talma, le marquis de Villette et son épouse, également Louis-Sébastien Mercier, François de Pange et Michel de Cubières, secrétaire général de la Commune après le 10 août, qui vit avec la comtesse de Beauharnais, autrice dramatique et femme d’esprit qui tient un salon rue de Tournon. Avec eux, elle devient républicaine comme beaucoup de membres de la société d’Auteuil qui, presque tous, s’opposent à la mort de Louis XVI.
Sous le choc de la découverte de l'armoire de fer, fin novembre 1792 elle écrit une pièce de théâtre républicaine, La France sauvée ou le tyran détrôné, qui se déroule la veille de la journée du 10 août 1792 :
« 
— Madame Élisabeth : (…) Je ne peux être unie qu'à un roi, simple citoyen. Vous pouvez prétendre à mon cœur dans le silence mais vous ne serez jamais mon époux.
« — Barnave : Songez Madame qu'un représentant du peuple, un Barnave, vaut les Rois que vous citez. Je ne diffère d'avec eux que par cet esprit de politique, de trahison (…) Que me manquerait-il encore pour vous mériter ?
« — Madame Élisabeth : Le sang royal !
« — Barnave : Songez que j'ai racheté ce sang, par celui que j'ai fait couler, l'Amérique fume encore de ce sang que vous me reprochez. Cruelle, quand j'ai conservé peut-être seul le trône à votre frère, vous me reprochez ma naissance. Avez-vous pu oublier qu'il n'a dépendu peut-être que de moi, d'abolir la royauté en France ? (…)
« (…) Et la révision de la Constitution, n’est-elle pas mon ouvrage ? Et les agitations perpétuelles de la France et de l’Amérique ne me donnent-elles pas le droit de vous obtenir ?
 »
Cet extrait reflète une nouvelle condamnation de la constitution de septembre 1791, laquelle condamnation ridiculisa son fondateur Barnave. Celui-ci avait trahi l'année précédente les principes quand, le 3 septembre, il refusa d'insérer le droit mutuel au divorce, imposa le suffrage censitaire, le marc d'argent et fit révoquer le 24 septembre les droits des mulâtres. Le député de Grenoble a agi ainsi par amour pour la sœur de Louis XVI, Madame Elisabeth, et celle-ci, sans reconnaissance, l'éconduisit du fait de ses origines roturières.
Le 16 décembre 1792, Olympe de Gouges se proposa d'assister Malesherbes dans la défense du roi devant la Convention, mais sa demande fut rejetée avec mépris. Le 18 janvier 1793 elle renonça à toute sa philosophie abolitionniste : en cas de victoire du sursis à l'exécution de Louis XVI qu'elle appelait de ses vœux, tous les membres de la famille royale devaient face à l'ennemi aux frontières, servir d'otages, y compris les deux enfants innocents.

« Le fils de Louis est innocent, mais il peut prétendre à la couronne, et je veux lui ôter toute prétention. Je voudrais donc que Louis, que sa femme, ses enfants et toute sa famille fussent enchaînés dans une voiture et conduits au milieu de nos armées, entre le feu de l'ennemi et notre artillerie. Si les brigands couronnés persistent dans leurs crimes, et refusent de reconnaître l’indépendance de la république française, je briguerai l’honneur d’allumer la mèche du canon qui nous délivrera de cette famille homicide et tyrannique. »

Lors de la rupture entre Robespierre et Pétion en novembre 1792 à la Convention, elle prend parti pour Pétion. À l'automne 1792, chez les Montagnards, en fait c'est surtout Maximilien de Robespierre, Marat et Bourdon de l'Oise qu'elle attaque. En mars 1793, elle prend ses distances avec les Girondins et appelle, au nom de la République, tous les courants politiques de la convention nationale à s'unir :

« Montagne, Plaine, Rolandistes, Brissotins, Buzotins, Girondistes, Robespierrots, Maratistes, disparaissez épithètes infâmes ! Disparaissez à jamais et que les noms de législateurs vous remplacent pour le bonheur du peuple, pour la tranquillité sociale et pour le triomphe de la patrie. »

### Égalité des sexes et droits des enfants naturels
Elle considère que les femmes sont capables d’assumer des tâches traditionnellement confiées aux hommes et, dans pratiquement tous ses écrits, elle demande qu’elles fussent associées aux débats politiques et aux débats de société. S’étant adressée à Marie-Antoinette pour protéger « son sexe » qu’elle dit malheureux, elle rédige et publie en septembre 1791 une Déclaration des droits de la femme et de la citoyenne, calquée sur la Déclaration des droits de l'homme et du citoyen de 1789, dans laquelle elle affirme l’égalité des droits civils et politiques des deux sexes, insistant pour qu’on rende à la femme, les droits naturels que la force du préjugé lui a retirés. Ainsi, elle écrit : « La femme a le droit de monter sur l’échafaud ; elle doit avoir également celui de monter à la Tribune. » La première, elle obtient que les femmes soient admises dans une cérémonie à caractère national, « la fête de la loi » du 3 juin 1792, puis à la commémoration de la prise de la Bastille le 14 juillet 1792.
Son combat pour les femmes se poursuit dans ses productions théâtrales, notamment dans Le Couvent ou les vœux forcés (1790). Alors qu'à l'Assemblée constituante les députés débattent de l'utilité des couvents et de la liberté des femmes, elle les écoute attentivement, n'hésitant pas à prendre des notes afin d'emprunter leurs idées et de les transmettre à ses personnages. L'un d'entre eux, l'abbé Gouttes, deviendra d'ailleurs le héros de sa pièce à travers le personnage du curé.
Parmi les premiers, elle demande l’instauration du divorce en février 1790, dans une pièce de théâtre, La Nécessité du divorce. Elle renouvelle cette demande en septembre 1791 dans les commentaires de sa Déclaration des droits de la femme et de la citoyenne. Enfin, cinq mois plus tard, en février 1792, dans l'essai Le Bon sens du Français, elle s'exprime à nouveau en ce sens. Elle y reproche aux anciens députés feuillants de n'avoir pas, au nom de leurs principes autoproclamés de liberté et d'égalité, introduit le droit au divorce dans la constitution de 1791. Ce principe est finalement adopté par l'assemblée législative le 20 septembre 1792. Elle demande également la suppression du mariage religieux, et son remplacement par une sorte de contrat civil vraiment égalitaire, signé entre concubins et qui prenne en compte les enfants issus de liaisons nées d’une « inclination particulière ». En 1790, elle insère dans une motion au duc d'Orléans un plaidoyer pour le droit au divorce et un statut équitable pour les enfants naturels en fait surtout consacré au second point. C’est, à l’époque, véritablement révolutionnaire, de même son engagement en faveur de la libre recherche de la paternité et la reconnaissance d’enfants nés hors mariage. À l'instar du droit au divorce, pour lequel son engagement est aussi fort, elle répète ces requêtes dans les annexes de sa Déclaration des droits de la femme et de la citoyenne. Elle est aussi une des premières à théoriser, dans ses grandes lignes, le système de protection maternelle et infantile que nous connaissons aujourd’hui et, s’indignant de voir les femmes accoucher dans des hôpitaux ordinaires, elle réclame la création de maternités. Enfin, sensible à la pauvreté endémique, elle prône la création d’ateliers nationaux pour les chômeurs et de foyers pour mendiants.
Toutes ces mesures préconisées « à l’entrée du grand hiver » 1788-1789 sont considérées par Olympe de Gouges comme essentielles, ainsi qu’elle le développe en septembre 1793 dans son ultime écrit, Une patriote persécutée.

### La fin

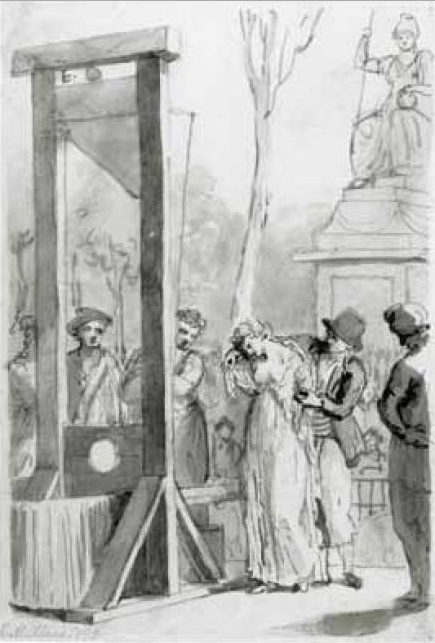
Olympe de Gouges à l’échafaud.

En 1793, elle s’en prend vivement à ceux qu’elle tient pour responsables des massacres des 2 et 3 septembre 1792 : « Le sang, même des coupables, versé avec cruauté et profusion, souille éternellement les Révolutions ». Elle désigne particulièrement Marat, qu'elle traite d'« avorton de l'humanité », l’un des signataires de la circulaire du 3 septembre 1792 proposant d’étendre les massacres de prisonniers dans toute la France. Soupçonnant Robespierre, selon elle « l'opprobre et l'exécration de la Révolution », d’aspirer à la dictature, elle l’interpelle dans plusieurs écrits, ce qui lui vaut une dénonciation de Bourdon de l'Oise au club des jacobins.
Dans ses écrits du printemps 1793, partageant l’analyse de Vergniaud, elle dénonce les dangers de dictature qui se profilent avec la montée en puissance de la Convention montagnarde et la mise en place d’un Comité de salut public le 6 avril 1793 qui s’arroge le pouvoir d’envoyer les députés en prison. Après la mise en accusation du parti girondin tout entier à la Convention le 2 juin 1793, elle adresse au président de la Convention une lettre où elle s’indigne de cette mesure attentatoire aux principes démocratiques (4 juin 1793), mais ce courrier est censuré en cours de lecture. Ici aussi, elle garde ses distances avec la Gironde en dédiant, au nom de l'unité de la Convention, voire de ses convictions idéologiques, son affiche à Danton, qu'elle a ménagé – au contraire des Brissotins – à l'automne 1792 :

« C’est toi Danton que je choisis pour le défenseur des principes que j’ai développés à la hâte et avec abondance de cœur dans cet écrit. Quoique nous différions dans la manière de manifester notre opinion, je ne te rends pas moins la justice qui t’est due, et je suis persuadée que tu me la rends aussi ; j’en appelle à ton profond discernement, à ton grand caractère ; juge-moi. Je ne placarderai pas mon testament ; je n’incendierai pas le peuple de Paris ni les départements ; je l’adresse directement, et avec fermeté, aux jacobins, au département, à la commune, aux sections de Paris, où se trouve la majorité saine des bons citoyens, qui, quels que soient les efforts des méchants, sauvera la chose publique. »

Elle s'accorde bien avec « le défenseur de principes » sur trois mesures qu'il a demandées, parfois avec succès, depuis le mois de mars 1793. Ainsi en est-il de sa proposition de vote demandée pour la libération des prisonniers pour dettes le 9 mars 1793 qui constituait sept ans plus tôt le thème de deux pièces de théâtre d'Olympe de Gouges, Le mariage inattendu de Chérubin et L’homme généreux. Suit au printemps 1793, la requête de Danton le 5 avril pour l'obtention d'un abaissement du prix du pain pour les pauvres à corriger par une taxe sur les riches, puis, les 27 avril et 8 mai, celle pour un impôt sur les riches. Or, quatre ans plus tôt, dans les remarques patriotiques de décembre 1788, Olympe de Gouges préconisait une panoplie d’impôts sur les signes extérieurs de richesse et un impôt volontaire à proportion du salaire. Deux mois après la chute de la Gironde, c'est sous la présidence de Danton (25 juillet - 8 août 1793) que, le 27 juillet, la Convention montagnarde (sur demande de l'abbé Grégoire) supprime le versement de primes aux négriers. La lettre du 1er août 1793, adressée par Olympe de Gouges du fond de sa prison à ce président de la Convention, avait peut-être trait à l'esclavage et à la traite. D'autant que la mesure du 27 juillet 1793 était en réalité une confirmation d'un autre décret dans lequel ce « défenseur des principes » était également impliqué. Le 11 août 1792, l'assemblée législative avait voté une première fois la suppression de ces versements de primes et le futur député de Paris venait la veille d'entrer au Conseil exécutif provisoire comme ministre de la Justice. Les 15 et 16 Pluviôse an II-3 et 4 février 1794 « le défenseur des principes », en clamant fermement la nécessité d'émanciper sans délai tous les Noirs des colonies, rend implicitement hommage au combat abolitionniste d'Olympe de Gouges et à son appel unitaire du 9 juin 1793. Enfin, le 20 septembre 1792, Danton était toujours membre du conseil exécutif provisoire lorsque l'assemblée législative légalisa cet autre principe cher à Olympe de Gouges : le droit des femmes au divorce. Par ailleurs elle admet implicitement le bien-fondé de la création, le 10 mars 1793, du tribunal révolutionnaire. Danton, son fondateur, souligne, par son exclamation « soyons terribles pour dispenser le peuple de l'être », que cette nouvelle institution préviendrait de nouveaux « massacres de septembre » ; des massacres qu'elle a abhorrés. Sophie Mousset relève qu'Olympe de Gouges, toute occupée en juin 1793 à défendre la démocratie politique, ne s'aperçoit pas de la création par les Montagnards du vote le 28 juin 1793 d'« une loi de soutien aux mères célibataires, et accès plein et entier à la citoyenneté des enfants abandonnés » qu'elle a toujours appelée de ses vœux.
D'après Annette Rosa, après la chute de la Gironde, les Montagnards cherchent à oublier Olympe de Gouges. Mais, le 20 juillet 1793, elle se met en contravention avec la loi de mars 1793 relative à l'interdiction des écrits remettant en cause le principe républicain. Ainsi, sous le titre de Les Trois urnes ou le Salut de la patrie, par un voyageur aérien compose-t-elle une affiche qui demande une élection à trois choix : république une et indivisible, république fédéraliste, retour à la monarchie constitutionnelle. Pour avoir proposé ce troisième choix, elle est arrêtée par les Montagnards le 20 juillet 1793, jour de l'affichage du texte, et déférée le 6 août 1793 devant le tribunal révolutionnaire qui l'inculpe.
Malade des suites d’une blessure infectée reçue à la prison de l'Abbaye et réclamant des soins, elle est envoyée à l'infirmerie de la Petite-Force, rue Pavée, dans le Marais, et partage la cellule d'une condamnée à mort en sursis, Mme de Kolly, qui se prétend enceinte. En octobre suivant, elle met ses bijoux en gage au mont-de-piété et obtient son transfert dans la maison de santé Mahay, sorte de prison pour riches où le régime était plus libéral et où elle a, semble-t-il, une liaison avec un des prisonniers. Désirant se justifier des accusations pesant contre elle, elle réclame sa mise en jugement dans deux affiches qu'elle réussit à faire sortir clandestinement de prison et à faire imprimer. Ces affiches – « Olympe de Gouges au Tribunal révolutionnaire » et « Une patriote persécutée », son dernier texte – sont largement diffusées et remarquées par les inspecteurs de police en civil qui les signalent dans leurs rapports.
Traduite au Tribunal au matin du 2 novembre, soit quarante-huit heures après l'exécution de ses amis Girondins, elle est interrogée sommairement. Privée d'avocat, elle se défend avec adresse et intelligence. Condamnée à la peine de mort pour avoir tenté de rétablir un gouvernement autre que « un et indivisible », elle essaye par tous les moyens d'échapper à cette peine capitale, allant même jusqu'à se déclarer enceinte alors que déjà ménopausée. Les médecins consultés se montrent dans l'incapacité de se prononcer, mais Fouquier-Tinville - au fait de l'horloge biologique - ne peut que confirmer qu'il n’y a pas de grossesse. Le jugement est exécutoire, et la condamnée profite des quelques instants qui lui restent pour écrire une ultime lettre à son fils, laquelle est interceptée. Selon un inspecteur de police en civil, le citoyen Prévost, présent à l'exécution, et d'après le Journal de Perlet ainsi que d'autres témoignages, elle monte sur l'échafaud avec courage et dignité, contrairement à ce qu'en diront au XIXe siècle l'auteur des mémoires apocryphes de Sanson et quelques historiens dont Jules Michelet. Elle s'écrie devant la guillotine, située sur l'actuelle place de la Concorde, : « Enfants de la Patrie, vous vengerez ma mort. » Elle a alors 45 ans.

Son fils, l'adjudant général Pierre Aubry de Gouges, par crainte d'être inquiété, la renie publiquement dans une « profession de foi civique ». Le procureur de la Commune de Paris, Pierre-Gaspard Chaumette évoque : 

« [cette] virago, la femme-homme, l'impudente Olympe de Gouges qui la première institua des sociétés de femmes, abandonna les soins de son ménage, voulut politiquer et commit des crimes… Tous ces êtres immoraux ont été anéantis sous le fer vengeur des lois. Et vous voudriez les imiter ? Non ! Vous sentirez que vous ne serez vraiment intéressantes et dignes d'estime que lorsque vous serez ce que la nature a voulu que vous fussiez. Nous voulons que les femmes soient respectées, c'est pourquoi nous les forcerons à se respecter elles-mêmes. »

## Postérité

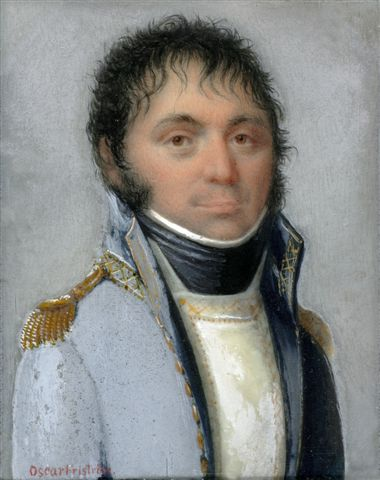
Portrait de Pierre Aubry de Gouges.

Olympe de Gouges a laissé un fils, Pierre Aubry de Gouges, qui au début de la Révolution vivait en concubinage avec Marie-Hyacinthe Mabille, qu’il épousa après la Terreur et dont il eut au moins deux filles et trois fils, dont :
- Geneviève Hyacinthe Aubry de Gouges (1793-1853), mariée en 1810 à Basse-Terre (Guadeloupe) avec le capitaine William Wood, propriétaire en Tasmanie où il est inhumé avec son épouse. C'est l'origine de la branche australienne des descendants d'Olympe de Gouges[74] ;
- Louis Anacharsis Aubry de Gouges (1794-1855), marié à Paris avec Louise Célestine Julie Leroy[75] ;
- Charlotte Olympe Aubry de Gouges (1796-1856), mariée en 1812 à Philadelphie (États-Unis) avec John Robert Selden Garnett, sieur de Champlain (1789-1840), origine de la branche américaine des descendants d'Olympe de Gouges ;
- Jean Hélie Hippolyte Aubry de Gouges (1798-1870), marié en 1839 à Paris (Batignolles) avec Marie-Jeanne Hergott[75].

Au début du Consulat, il fut confirmé dans le grade de chef de brigade et chargé par Bonaparte d’un commandement en Guyane française. La famille débarqua à Cayenne en juin 1802, au moment où le gouverneur Victor Hugues rétablissait l’esclavage qu’Olympe de Gouges avait vainement combattu. Pierre Aubry de Gouges expira quelques mois plus tard, le 17 pluviôse an XI (6 février 1803) à Macouria, sans doute de la malaria. Son épouse se remaria avec le citoyen Audibert, originaire de Marseille, et quelques années plus tard, elle dut fuir la Guyane conquise en 1809 par les Portugais, dans un climat de violence. Elle embarqua pour la France sur un navire, l'Éridan, qui fut capturé et détourné par un corsaire anglais. Pendant ces événements, Mme Aubry mourut à bord, et son corps fut jeté à la mer. Ses fils retournèrent plus tard en France. Une des petites-filles d’Olympe, Anne-Hyacinthe-Geneviève, épousa un capitaine anglais, William Wood, et sa sœur Charlotte épousa un riche Américain, Robert S. Garnett (1789-1840), membre du Congrès de 1820 à 1827, et propriétaire de plantations en Virginie. Les descendants connus d’Olympe de Gouges, aux États-Unis, en Tasmanie et en Australie conservent des portraits de famille et le procès-verbal d’exécution de leur ancêtre.
Presque aucun article de fond, aucune recherche sérieuse n'a été consacrée à Olympe de Gouges par la revue de référence de la Société des études robespierristes (AHRF), dont le premier numéro consacré aux femmes est publié en 2006. En 1992, Florence Gauthier, membre alors de la SER, mentionnait rapidement sa Déclaration des droits de la femme et de la citoyenne comme relevant en septembre 1791 d'une tentative d'extension du droit naturel et du contrat social aux femmes, limité par l'assemblée constituante aux hommes. Dans les années 1990 et 2000, un autre ancien membre de la SER, Jean-Daniel Piquet, a inséré le parcours du personnage, ses forces et ses limites, dans ses recherches sur l'histoire coloniale de la Révolution française, alors que cet aspect du personnage n'était jusque là abordé que dans les monographies biographiques de cette révolutionnaire. Hors de la SER, Olympe de Gouges est largement évoquée dans la contribution d'Olivier Blanc. Cette absence prolongée de repères historiographiques solides a contribué au dédain dont Olympe de Gouges fut et est encore l’objet. Cependant, la méconnaissance de la psychologie du personnage a contribué à susciter des interrogations sur sa santé mentale. Il a par exemple été soutenu qu’elle ne savait pas véritablement lire ni écrire, alors qu’on dispose de quelques-unes de ses lettres écrites à la prison de l'Abbaye, certes avec des maladresses de style ou d'orthographe. Elle était abonnée à divers journaux et un portrait la représente un livre à la main.
L’hostilité à l’égard de femmes engagées comme le fut Olympe de Gouges a souvent été le fait d’autres femmes, ainsi qu’elle le déplorait déjà en son temps. Elle déclare, dans une de ses pièces de théâtre :

« Les femmes n’ont jamais eu de plus grands ennemis qu’elles-mêmes. Rarement on voit les femmes applaudir à une belle action, à l’ouvrage d’une femme. »

Dans le postambule de sa Déclaration des droits de la femme (septembre 1791), elle émet l'idée que l’infériorité contrainte de la femme l’a amenée à user de ruse et de dissimulation : « Les femmes ont fait plus de mal que de bien. La contrainte et la dissimulation ont été leur partage. Ce que la force leur avait ravi, la ruse le leur a rendu ; elles ont eu recours à toutes les ressources de leurs charmes, et le plus irréprochable ne leur résistait pas. Le poison, le fer, tout leur était soumis ; elles commandaient au crime comme à la vertu. Le gouvernement français, surtout, a dépendu, pendant des siècles, de l’administration nocturne des femmes ; le cabinet n’avait point de secret pour leur indiscrétion ; ambassade, commandement, ministère, présidence, pontificat, cardinalat ; enfin tout ce qui caractérise la sottise des hommes, profane et sacré, tout a été soumis à la cupidité et à l’ambition de ce sexe autrefois méprisable et respecté, et depuis la révolution, respectable et méprisé ». Elle exhortait donc les femmes de son temps à réagir : « Femmes, ne serait-il pas grand temps qu’il se fît aussi parmi nous une révolution ? Les femmes seront-elles toujours isolées les unes des autres, et ne feront-elles jamais corps avec la société, que pour médire de leur sexe et faire pitié à l’autre ? ».

## Hommages

### Reconnaissance et célébration en Occident
Marie-Olympe de Gouges sort de l'anecdote de la petite histoire après la fin de la Seconde Guerre mondiale. Étudiée particulièrement aux États-Unis, au Japon et en Allemagne, son indépendance d'esprit et ses écrits font d'elle une des figures phares de la fin du XVIIIe siècle. Elle est considérée comme la première féministe française.
En France, quelques érudits régionalistes, entre autres, se sont intéressés au personnage (se fondant notamment sur la publication en 1912 du tome X du Répertoire général des sources manuscrites de l'histoire de Paris pendant la Révolution française d'Alexandre Tuetey qui recense les actes du procès d'Olympe de Gouges, ses lettres), ce qui n'empêche pas des historiens comme Alain Decaux de continuer dans son Histoire des Françaises en 1972 à manifester une certaine hostilité à son égard. C’est après la parution (1981) de la biographie d'Olivier Blanc qui a exhumé les sources manuscrites, entre autres notariales, et lors de la préparation du bicentenaire de la Révolution de 1789, que les textes d'Olympe de Gouges ont été joués et édités. De nombreux articles universitaires et notamment ceux de Gabrielle Verdier (États-Unis) et de Gisela Thiele-Knobloch (Allemagne) ont dégagé l'intérêt de l'œuvre dramatique d'Olympe de Gouges qui aborde des thèmes nouveaux comme l'esclavage (Zamore et Mirza), le divorce (Nécessité du divorce), la prise de voile forcée (Le Couvent) et autres sujets sensibles à son époque.
Depuis octobre 1989, à l'initiative de l'historienne Catherine Marand-Fouquet, plusieurs pétitions ont été adressées à la présidence de la République demandant la panthéonisation d'Olympe de Gouges. Jacques Chirac, conseillé par Alain Decaux, n'a pas donné suite. En novembre 1993, Catherine Marand-Fouquet engage une manifestation devant le Panthéon de Paris pour commémorer le bicentenaire de l'exécution d'Olympe de Gouges.
Fin 2013, le nom d'Olympe de Gouges circule parmi les « panthéonisables ». Mais ce sont deux autres femmes Germaine Tillion et Geneviève de Gaulle-Anthonioz qui sont choisies en 2014 pour être inhumées au Panthéon.

### Télévision
Elle fait partie des figures féminines de la Révolution française traitées dans le cadre de l'émission Secrets d'histoire, intitulée Les femmes de la Révolution diffusée le 12 juillet 2016 sur France 2,.
Quelque trente ans auparavant, le 16 avril 1985 sur Antenne 2, Benoîte Groult avait dressé le portrait d'Olympe de Gouges dans la rubrique Au nom des femmes de l'émission Aujourd'hui la vie.

### Odonymie

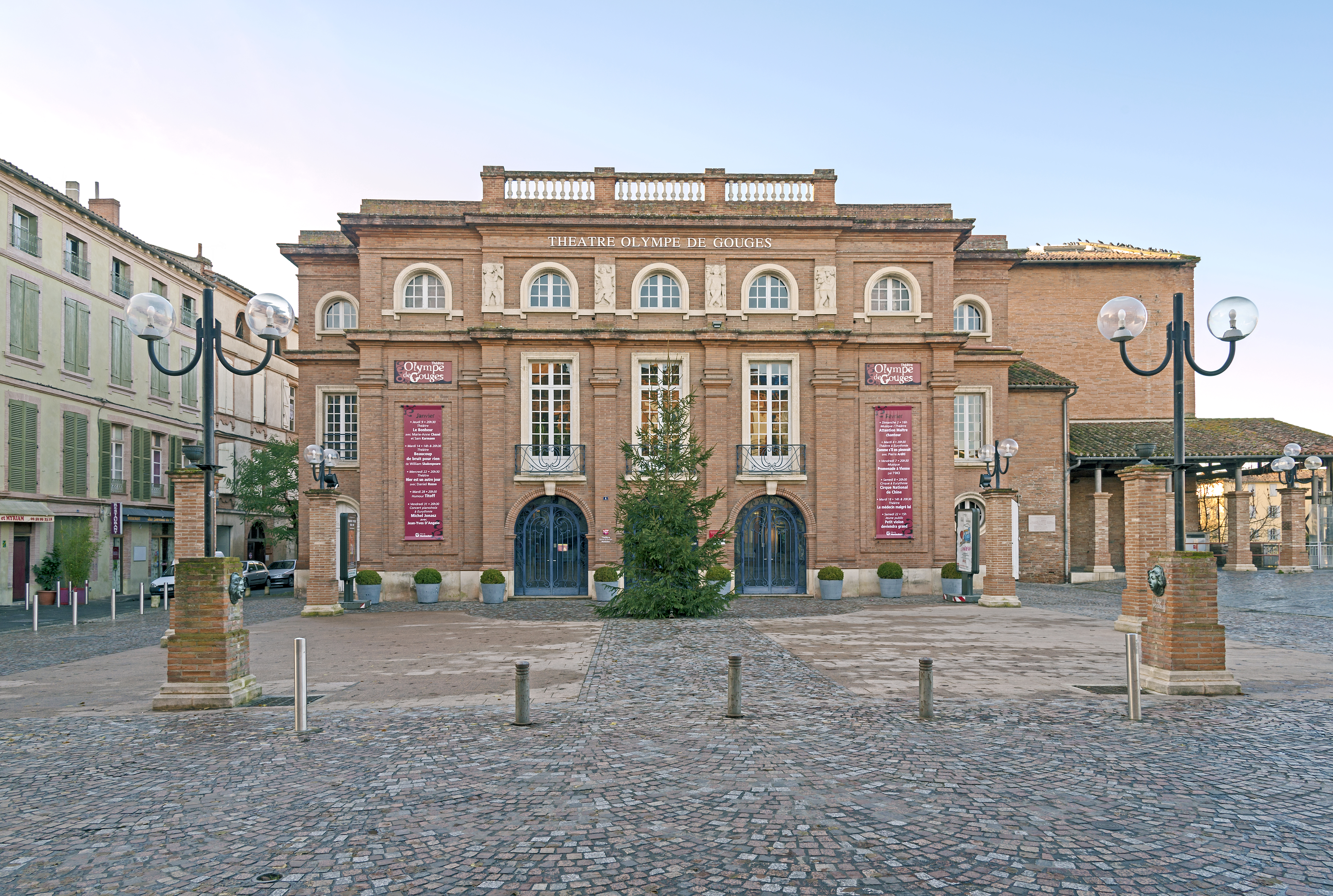
Le théâtre Olympe-de-Gouges à Montauban.

De nombreuses municipalités françaises ont rendu hommage à Olympe de Gouges en donnant son nom à des établissements scolaires, des voies publiques, des bâtiments publics, dont la place Olympe-de-Gouges à Paris, le « centre Olympe de Gouges » (maternité et gynécologie) du CHRU de Tours, les « rue Olympe-de-Gouges » à Alfortville, Amiens, Amilly, Asnières-sur-Seine, Belfort, Besançon, Billère, Châlette-sur-Loing, Dijon, Divatte-sur-Loire, Évreux, Gennevilliers, Ivry-sur-Seine, Le Haillan, Les Sables-d'Olonne (anc. rue François Villon de Château-d'Olonne), Libourne, Lille, Massy, Migennes, Nantes, Pithiviers, Prades-le-Lez, Rennes, Reims, Saint-Denis, Saint-Herblain, Sainte-Luce-sur-Loire, Saint-Martin-d'Hères, Saint-Maximin, Sens, Vitry-sur-Seine, les collèges « Olympe de Gouges » à Cadaujac, Montauban, Sainte-Pazanne et Plan-de-Cuques, les lycées « Olympe de Gouges » à Noisy-le-Sec et Montech, les médiathèques Olympe-de-Gouges à Joigny et à Strasbourg, pôle d'excellence sur l'égalité de genre, le « théâtre Olympe-de-Gouges » à Montauban, le parc public « Olympe de Gouges » à Annemasse, etc. Chaque année à la Fête de l'Humanité, une allée porte son nom.

### Divers

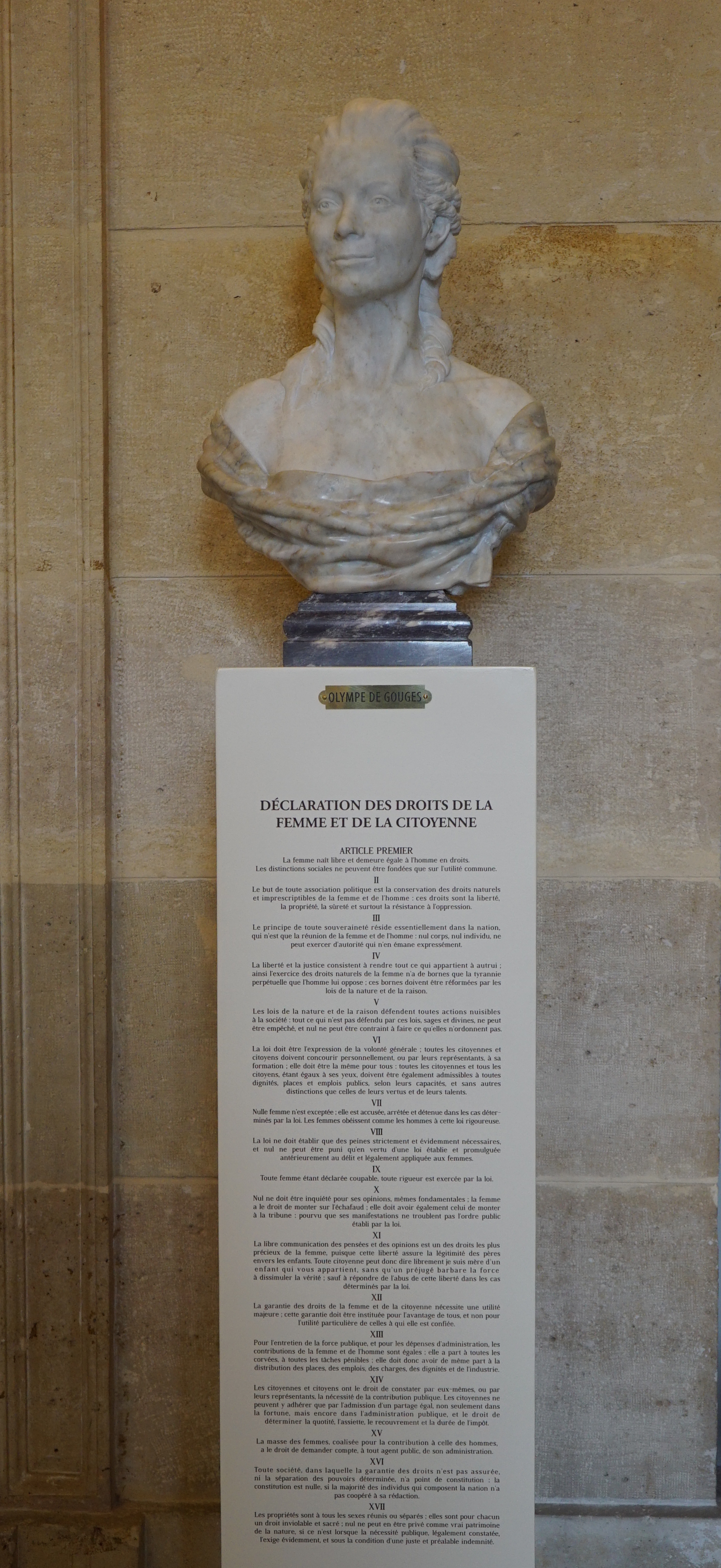
Son buste surmontant la déclaration des droits de la femme, salle des quatre colonnes du palais Bourbon.

En 1989, Nam June Paik a créé une œuvre intitulée Olympe de Gouges in La fée électronique. Cette œuvre, commandée par la municipalité de Paris à l’occasion du bicentenaire de la Révolution française, est aujourd'hui exposée au musée d'Art moderne de la ville de Paris.
Le 7 mai 2014, à l'occasion du 266e anniversaire de la naissance d'Olympe de Gouges, le moteur de recherche Google lui consacre un Doodle,.
Le 18 janvier 2016, Christiane Taubira, ministre de la Justice, a baptisé « Olympe de Gouges » le bâtiment des services centraux du ministère de la Justice, situé au 35, rue de la Gare, dans le 19e arrondissement de Paris.
Le 19 octobre 2016, un buste d'Olympe de Gouges réalisé par le sculpteur Fabrice Gloux et Jeanne Spéhar est installé dans la salle des Quatre-Colonnes du palais Bourbon, siège de l'Assemblée nationale. C'est la première représentation d'une femme politique parmi les œuvres d'art présentées dans l'édifice,.
Le 15 mars 2019, l'université Bordeaux-Montaigne renomme un amphithéâtre à son nom.
Elle fait partie des dix statues de femmes présentées lors de la cérémonie d'ouverture des Jeux olympiques (avec l'avocate et féministe Gisèle Halimi, la philosophe et poétesse Christine de Pizan, l’exploratrice Jeanne Barret, l’anarchiste Louise Michel, la réalisatrice Alice Guy, la cadre sportive Alice Milliat, l’écrivaine Paulette Nardal, la philosophe Simone de Beauvoir et la femme politique Simone Veil), qui sont réinstallées le 26 juillet 2024 rue de la Chapelle.

### Olympe de Gouges et les mouvements révolutionnaires russes
La reconnaissance tardive de ce personnage féminin dans l'après-guerre occidental ne vaut pas pour la Russie et l'Union soviétique. D'après un biographe britannique de Lénine, Tariq Ali, les « manifestes féministes » d'Olympe de Gouges avaient déjà été traduits en russe dès la fin du XIXe siècle. Ainsi en fut-il de sa Déclaration des droits de la femme et de la citoyenne. Et chez les bolcheviks eux-mêmes « le legs intellectuel » d'Olympe de Gouges « va inspirer les femmes du Jenotdel, bureau des affaires féminines en Union soviétique ». Ce fut donc notamment sur la base de la Déclaration des droits de la femme et de la citoyenne que les Bolcheviks appliquèrent dès les premières années de la révolution russe le principe professionnel « À travail égal, salaire égal » et la scolarisation égale pour les deux sexes.

## Œuvres

### Théâtre
- Zamore et Mirza, ou l'Heureux naufrage, 1784.
- Le Mariage inattendu de Chérubin, Séville et Paris, Cailleau, 1786.
- L'Homme généreux, Paris, chez l’auteur, Knapen et fils, 1786.
- Le Philosophe corrigé ou le cocu supposé, Paris, 1787.
- Molière chez Ninon, ou le siècle des grands hommes , 1788.
- Bienfaisance, ou la bonne mère suivi de La bienfaisance récompensée, 1788.
- Œuvres de Madame de Gouges, dédié à Monseigneur le duc d'Orléans, 2 volumes, Paris, chez l’auteur et Cailleau, (février) 1788 (recueil des premières pièces imprimées avec préfaces et postfaces, dont Zamore et Mirza et Réflexions sur les hommes nègres).
- Œuvres de Madame de Gouges, dédié à Monseigneur le prince de Condé, 1 volume, Paris, chez l'auteur et Cailleau, septembre 1788.
- Le Marché des Noirs, manuscrit déposé et lu à la Comédie-Française, 1790.
- Le Nouveau Tartuffe, ou l'école des jeunes gens, manuscrit déposé et lu à la Comédie-Française, 1790.
- Les Démocrates et les aristocrates, ou les curieux du champ de Mars, 1790.
- La Nécessité du divorce, manuscrit conservé à la Bibliothèque nationale, 1790.
- Le Couvent, ou les vœux forcés Paris, veuve Duchesne, veuve Bailly et marchands de nouveautés, octobre 1790.
- Mirabeau aux Champs Élysées, Paris, Garnery, 1791.
- L’Esclavage des Noirs, ou l'heureux naufrage, Paris, veuve Duchesne, veuve Bailly et les marchands de nouveautés, 1792. (Lire le texte).
- La France sauvée, ou le tyran détrôné, manuscrit, 1792.
- L'Entrée de Dumouriez à Bruxelles, ou les vivandiers, 1793.

### Écrits politiques (brochures, affiches, articles, discours, lettres)
- Réflexions sur les hommes nègres, 1788.
- Lettre au Peuple ou projet d’une caisse patriotique, par une citoyenne, septembre 1788.
- Remarques patriotiques par la Citoyenne auteur de la Lettre au peuple, Paris, décembre 1788.
- Le Bonheur primitif de l’homme, ou les rêveries patriotiques, Amsterdam et Paris, Royer, 1789.
- Dialogue allégorique entre la France et la Vérité', dédié aux États Généraux, (avril) 1789.
- Le Cri du sage, par une femme, Paris, (mai) 1789.
- Avis pressant, ou Réponse à mes calomniateurs, Paris, (mai) 1789.
- Pour sauver la patrie, il faut respecter les trois ordres, c’est le seul moyen de conciliation qui nous reste, Paris, juin 1789.
- Mes vœux sont remplis, ou Le don patriotique, par Madame de Gouges, dédié aux États généraux, Paris, juin 1789.
- Discours de l’aveugle aux Français, par Madame de Gouges, Paris, 24 juin 1789.
- Lettre à Monseigneur le duc d’Orléans, premier prince du sang, Paris, juillet 1789.
- Séance royale. Motion de Mgr le duc d’Orléans, ou Les songes patriotiques, dédié à Mgr le duc d’Orléans, par Madame de Gouges, 11 juillet 1789.
- L’Ordre national, ou le comte d’Artois inspiré par Mentor, dédié aux États généraux, Paris, juillet-août 1789.
- Lettre aux représentants de la Nation, Paris, L. Jorry, (septembre) 1789 (« Le jour n’est pas plus pur que le fond de mon cœur »).
- Action héroïque d’une Française, ou la France sauvée par les femmes, par Mme de G…, Paris, 10 septembre 1789.
- Le Contre-poison, avis aux citoyens de Versailles, Paris, octobre 1789.
- Lettre aux rédacteurs de la Chronique de Paris, 20 décembre 1789.
- Réponse au Champion américain, ou Colon très aisé à connaître, Paris, 18 janvier 1790.
- Lettre aux littérateurs français, par Madame de Gouges, Paris, février 1790.
- Les Comédiens démasqués, ou Madame de Gouges ruinée par la Comédie française pour se faire jouer, Paris, 1790.
- Départ de M. Necker et de Mme de Gouges, ou Les adieux de Mme de Gouges aux Français, Paris, 24 avril 1790.
- Projet sur la formation d’un tribunal populaire et suprême en matière criminelle, présenté par Mme de Gouges le 26 mai 1790 à l’Assemblée nationale, Paris, Patriote français, 1790.
- Bouquet national dédié à Henri IV, pour sa fête, Paris, juillet 1790.
- Œuvres de Madame de Gouges, Paris, 1790 (recueil factice des écrits politiques de 1788 à 1790).
- Le Tombeau de Mirabeau, avril 1791.
- Adresse au roi, adresse à la reine, adresse au prince de Condé, Observations à M. Duveyrier sur sa fameuse ambassade, par Mme de Gouges, Paris, (mai) 1791.
- Sera-t-il roi ne le sera-t-il pas ?, par Madame de Gouges Paris, juin 1791.
- Observations sur les étrangers, juillet 1791.
- Repentir de Madame de Gouges, Paris, lundi 5 septembre 1791.
- Les Droits de la femme. À la reine, signé « de Gouges ». Déclaration des droits de la femme et de la citoyenne, septembre 1791.
- Le Prince philosophe (conte oriental), Paris, Briand, 1792.
- Le Bon Sens du Français, 17 février 1792.
- Lettre aux rédacteurs du Thermomètre du Jour, 1er mars 1792.
- L’Esprit français ou problème à résoudre sur le labyrinthe de divers complots, par madame de Gouges, Paris, veuve Duchesne, 22 mars 1792.
- Le Bon Sens français, ou L’apologie des vrais nobles, dédié aux Jacobins, Paris, avril 1792[101].
- Grande éclipse du soleil jacobiniste et de la lune feuillantine, pour la fin d’avril ou dans le courant du mois de mai, par la LIBERTE, l’an IVe de son nom, dédié à la Terre (avril) 1792.
- Lettre aux Français, avril 1792.
- Lettres à la reine, aux généraux de l’armée, aux amis de la constitution et aux Française citoyennes. Description de la fête du 3 juin, par Marie-Olympe de Gouges, Paris, société typographique aux Jacobins Saint-Honoré, juin 1792.
- Œuvres de Madame de Gouges, 2 vol., Paris, veuve Duchesne (textes et théâtre politiques de 1791 et 1792).
- Pacte national par Marie-Olympe de Gouges, adressé à l’Assemblée nationale 5 juillet 1792.
- Lettre au Moniteur sur la mort de Gouvion, 15 juillet 1792.
- Aux Fédérés, 22 juillet 1792.
- Le Cri de l’innocence (septembre) 1792.
- La Fierté de l’innocence, ou le Silence du véritable patriotisme, par Marie-Olympe de Gouges (septembre) 1792.
- Les Fantômes de l’opinion publique. L’esprit qu’on veut avoir gâte celui qu’on a, Paris, (octobre) 1792.
- Réponse à la justification de Maximilien Robespierre, adressé à Jérôme Pétion, par Olympe de Gouges, novembre 1792.
- Pronostic sur Maximilien Robespierre, par un animal amphibie (signé « Polyme »), 5 novembre 1792.
- Correspondance de la Cour. Compte moral rendu et dernier mot à mes chers amis, par Olympe de Gouges, à la Convention nationale et au peuple, sur une dénonciation faite contre son civisme aux Jacobins par le sieur Bourdon, Paris, novembre 1792.
- Mon dernier mot à mes chers amis, Modèle:Datedécembre 1792.
- Olympe de Gouges défenseur officieux de Louis Capet, de l’imprimerie de Valade fils aîné, rue Jean-Jacques Rousseau, 16 décembre 1792.
- Adresse au don Quichotte du Nord, par Marie-Olympe de Gouges, Paris, Imprimerie nationale, 1792.
- Arrêt de mort que présente Olympe de Gouges contre Louis Capet[102], Paris, 18 janvier 1793.
- Complots dévoilés des sociétaires du prétendu théâtre de la République, Paris, janvier 1793.
- Olympe de Gouges à Dumouriez, général des armées de la République française, Paris, 22 janvier 1793.
- Avis pressant à la Convention, par une vraie républicaine, Paris, 20 mars 1793.
- Testament politique d’Olympe de Gouges, 4 juin 1793[103].
- Œuvres de Madame de Gouges, 2 volumes, Paris, 1793 (écrits politiques de 1792 et 1793).
- Les Trois Urnes, par un voyageur aérien[104], (19 juillet) 1793.
- Olympe de Gouges au Tribunal révolutionnaire, paru dans la première quinzaine d'août 1793.
- Une patriote persécutée, à la Convention nationale, signé « Olympe de Gouges », 21 septembre 1793.

### Éditions modernes
- Benoîte Groult, Ainsi soit Olympe de Gouges : la Déclaration des droits de la femme et autres textes politiques, Paris, Éditions Grasset, 2013, 205 p. (ISBN 978-2-253-17750-0, lire en ligne).
- Écrits politiques, présentés par Olivier Blanc, vol. I (1789-1791), vol. II (1792-1793), Paris, Éditions Côté Femmes, 1993.
- Théâtre politique, « Préface » de Gisela Thiele-Knobloch, Paris, Côté Femmes Éditions, 2 vol., 1991  (ISBN 2-907883-34-8) et 1993  (ISBN 2-907883-59-3).
- Œuvres complètes, deux tomes présentés par Félix-Marcel Castan, Montauban, éditions Cocagne :
  - Tome I Théâtre.
  - Tome II Philosophie.
- Déclaration des droits de la femme et de la citoyenne, Paris, Mille et une nuits,  (ISBN 2842057465).
- Femme, réveille-toi ! : Déclaration des droits de la femme et de la citoyenne et autres écrits (préf. Martine Reid), Paris, Éditions Gallimard, coll. « Folio 2€ », 2014, 99 p. (ISBN 978-2-07-045742-7)
- Eleni Varikas (présentation), Zamor et Mirza : édition avec préface de 1792, Paris, Éditions Côté Femmes, 1989.
- Olympe de Gouges, Œuvres présentées par Benoîte Groult, Paris, Mercure de France, 1986.

## Dans les arts et la culture populaire

### Littérature

#### Romans
- Geneviève Chauvel, Olympe[note 10], Paris, Éditions Olivier Orban, 1989
- Maria-Rosa Cutrufelli, J'ai vécu pour un rêve. Les derniers jours d'Olympe de Gouges, Éditions Autrement, 2008
- Joëlle Gardes, Olympe de Gouges. Une vie comme un roman[note 11], Paris, Éditions de l’Amandier, 2008
- Caroline Grimm, Moi, Olympe de Gouges, Paris, Calmann-Lévy, 2009  (ISBN 978-2-70213-989-9)

#### Bande dessinée
- Catel et José-Louis Bocquet, Olympe de Gouges[105],[106], Paris, Casterman, 2012, 488 p.  (ISBN 978-2-20303-177-7). Roman graphique[note 12].

### Théâtre
- Olympe de Gouges, l'oubliée de l'histoire de Dominique Wenta, créé à la mairie du 4e arrondissement de Paris à l’occasion de l’inauguration de la place Olympe-de-Gouges, le 8 mars 1993.
- Olympe de Gouges, j'ai dit ! de Giancarlo Ciarapica, créé au festival d'Avignon 2010, publié chez Christophe Chomant éditeur.
- La Colère d'Olympe de Darja Stocker (titre original : Zornig geboren), traduit de l'allemand par Charlotte Bomy, coll. « Nouvelles Scènes » (bilingue), PUM, Toulouse, 2012.
- Olympe de Gouges, dramaturgie et mise en scène Jean-Pierre Armand assisté par Marie Jean, créé le 6 novembre 2012 à la Cave Poésie de Toulouse par la Compagnie Théâtre du Cornet à dés. Textes de Gilbert Geraud d'après les écrits politiques d'Olympe de Gouges[note 13].
- Terreur-Olympe de Gouges de Elsa Solal, mise en scène Sylvie Pascaud avec Anne-Sophie Robin, Martial Jacques, Gilles Nicolas, Alain Granier, théâtre du Lucernaire, 2013.
- The Revolutionists (Les Révolutionnaires), pièce de Lauren Gunderson, qui a été créée au Cincinnati Playhouse in the Park en février 2016 avec Lise Bruneau dans le rôle d'Olympe[107],[108].
- J'ai rêvé la Révolution de Catherine Anne, créé au Théâtre des Quartiers d'Ivry[109] en 2018.

« […] Le sentiment que l’action peut se dérouler aujourd’hui, dans un autre pays, fait place, peu à peu, à la conscience que cela a eu lieu autrefois, ici. J’ai choisi cette ambivalence, cette tension, et l’épure d’une pièce intimiste pour évoquer la figure et les derniers jours d’une femme, guillotinée en novembre 1793 pour ses idées et ses écrits, Olympe de Gouges. »

— C. Anne
- Et… cris, Olympe de Gouges (1748-1793) de Claude Darvy et Danielle Netter[110].
- Où vont les Gilets Jaunes ? avec Olympe de Gouges en 1793, pièce radiophonique mise en scène par Les Capsules d'Olen.[réf. nécessaire]
- Olympe de Gouges, plus vivante que jamais, pièce de Joëlle Fossier-Auguste mise en scène par Pascal Vitiello (août-octobre 2023 au Lucernaire) où elle était campée par Céline Monsarrat[111].
- Olympe, seule-en-scène de Frank Salin d'après les écrits et l'œuvre d'Olympe de Gouges où elle est interprétée sur scène par Firmine Richard au Festival d'Avignon (Festival "Off") en juillet 2024[112],[113],[114].

### Filmographie

#### Cinéma
- 2021 : Flashback, comédie fantastique française réalisée par Caroline Vigneaux, jouée par Sylvie Testud[115].

#### Télévision

##### Téléfilm
- 2024 : Olympe, une femme dans la Révolution, coréalisé par Julie Gayet et Mathieu Busson